# Star One C2
Star One C2 ist ein geostationärer Kommunikationssatellit der brasilianischen Satellitenkommunikationsfirma Star One, einem Tochterunternehmen von Embratel und Bolivarsat.

## Geschichte
Star One C2 wurde am 18. April 2008 um 22:17 UTC zusammen mit dem Satelliten Vinasat 1 mit einer Ariane 5 ECA in eine geostationäre Umlaufbahn gebracht und bei 70° West positioniert.
Star One C2 wurde bei Thales Alenia Space gebaut und basiert auf der dreiachsenstabilisierten Spacebus 3000 B3 Plattform. Sein Gewicht beim Start betrug etwa 4.100 Kilogramm.
Der baugleiche erste Satellit dieses Typs (Star One C1) wurde am 14. Oktober 2007 ebenfalls mit einer Ariane 5 zusammen mit Skynet 5B gestartet und auf eine Position 65,0° West gebracht.
Am 2. Juni 2008 übernahm Star One C2 die Verteilung von Fernsehkanälen für Brasilien anstelle von Brasilsat B4. Außerdem befand sich an dieser Himmelsposition auch mal der frühere Brasilsat B1.
Seit Dezember 2008 überträgt Star One C2 das Claro TV Pay-TV-Paket, ein Dienst von Embratel und Claro, welcher im Ku-Band betrieben wird.